# Faristol

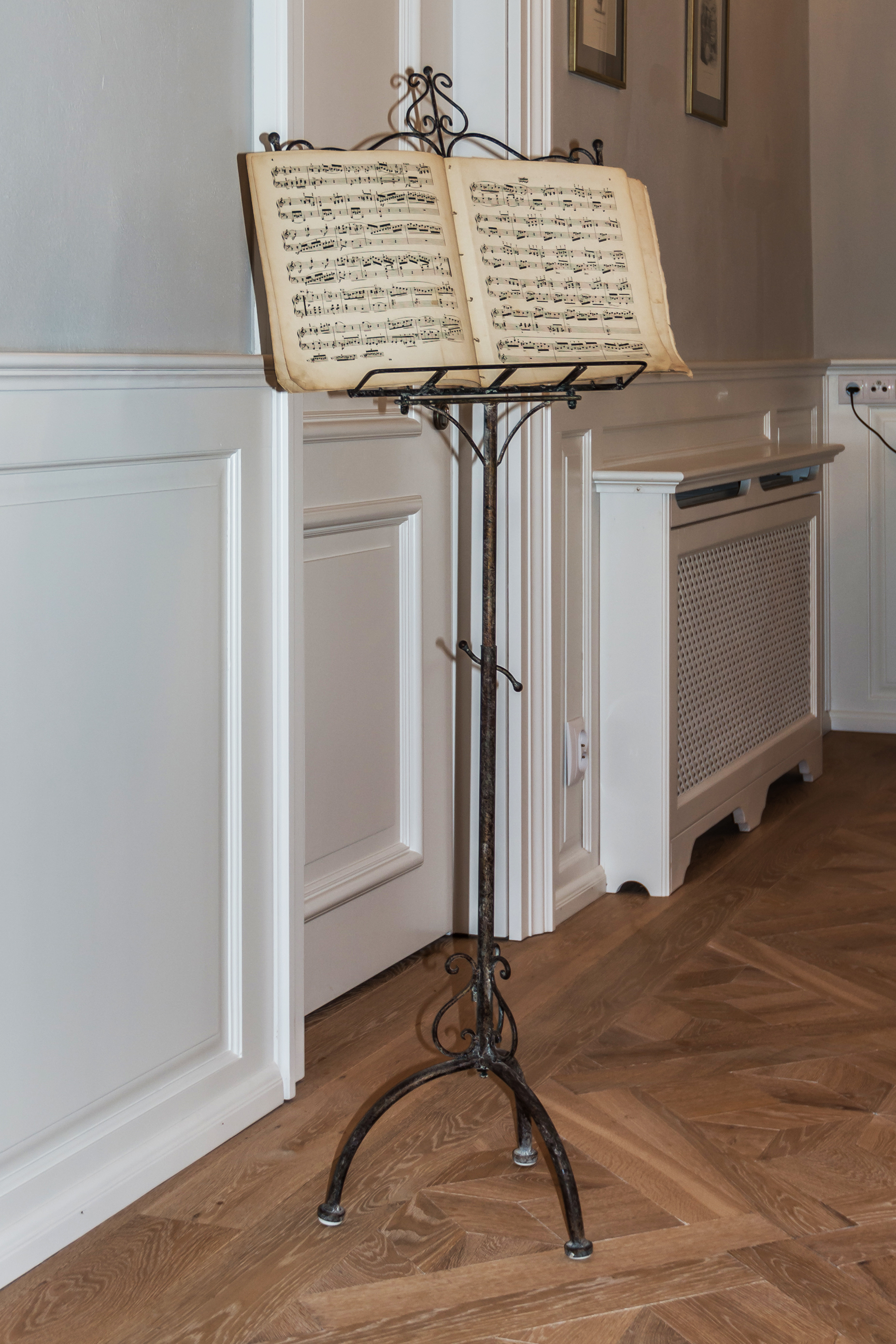
Faristol metàl·lic.

Un faristol és un moble en forma de pla inclinat, amb peu o sense, que serveix per sostenir llibres, partitures, etc. i que permet llegir amb més comoditat.
Hi ha faristols de sobretaula i faristols de peu; aquests darrers són usats, sobretot, pels músics per posar-hi les partitures. Antigament eren de fusta o metall i actualment també poden ser de plàstic.
En els temples és habitual la presència de faristols, s'utilitzen per a la realització de les lectures, de fragments diversos de la Bíblia que s'inclouen en les funcions litúrgiques, especialment a la Missa.
Actualment els optometristes que treballen amb teràpia visual, recomanen l'ús del faristol perquè els ulls funcionen millor quan escrivim o llegim amb el pla inclinat. L'ús del faristol també ens ajuda a millorar la postura de la nostra esquena sobretot a nivell cervical.

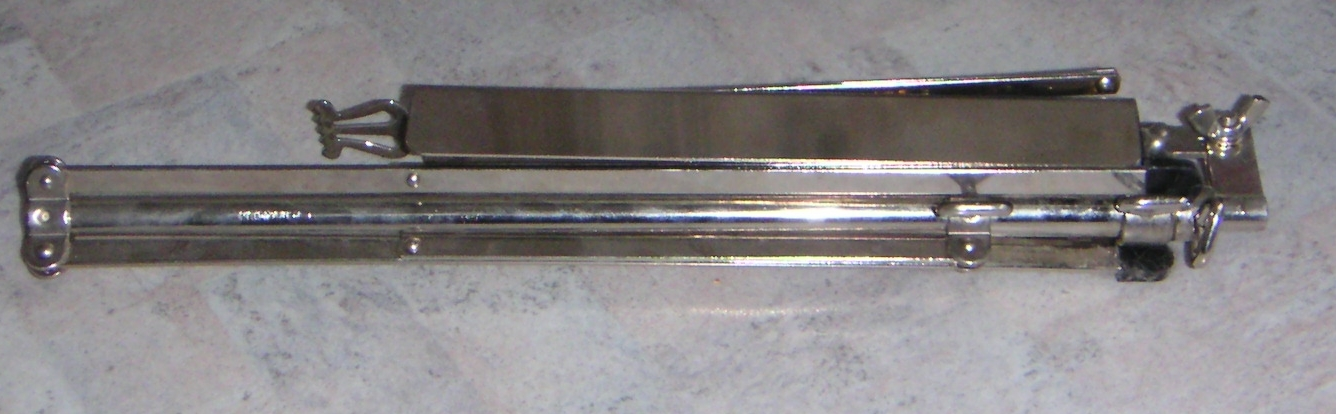
Faristol metàl·lic plegat.
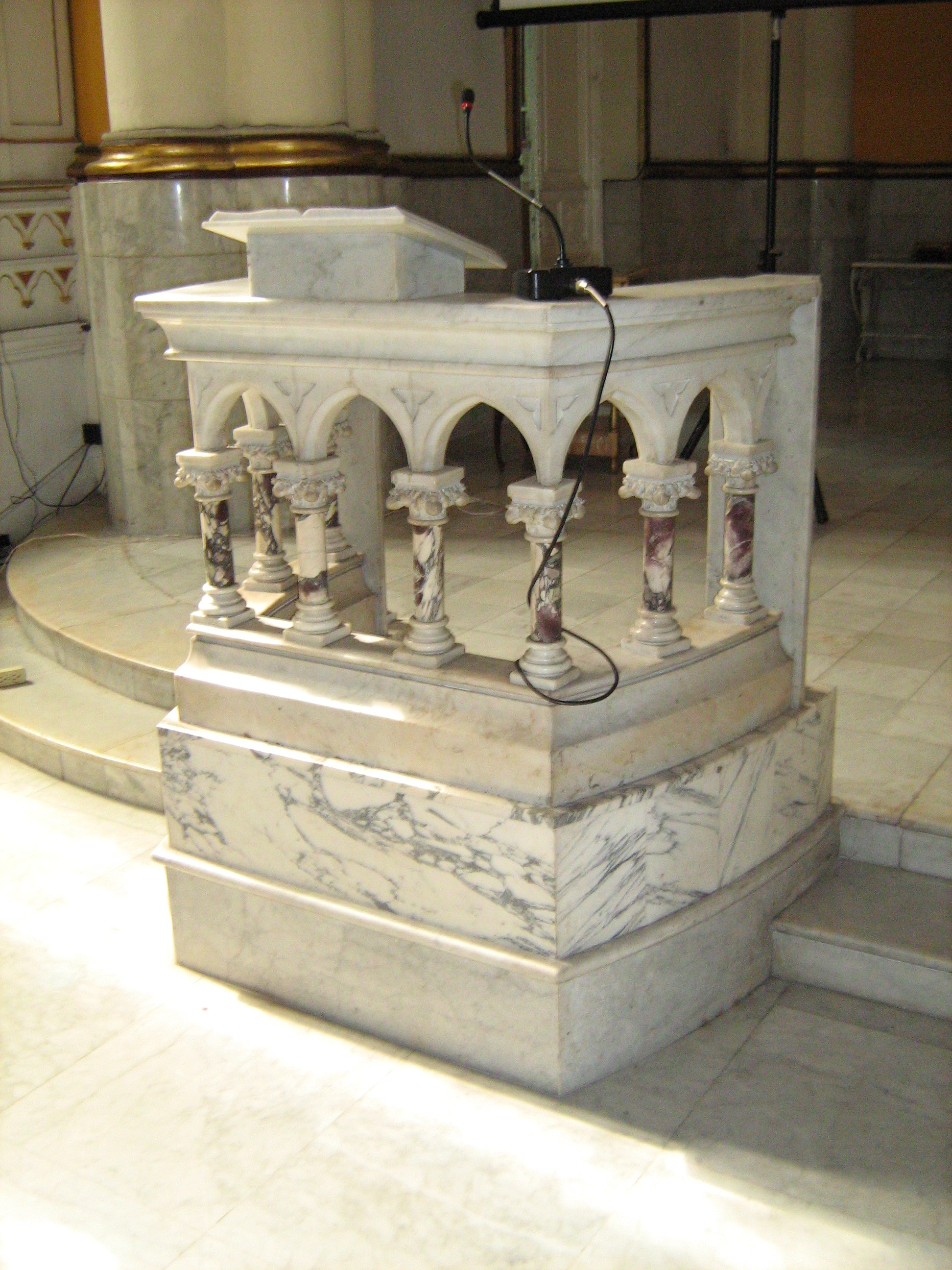
Faristol d'obra, a l'ambó de l'església de Nra Sra del Sagrado Corazón, de Medellín
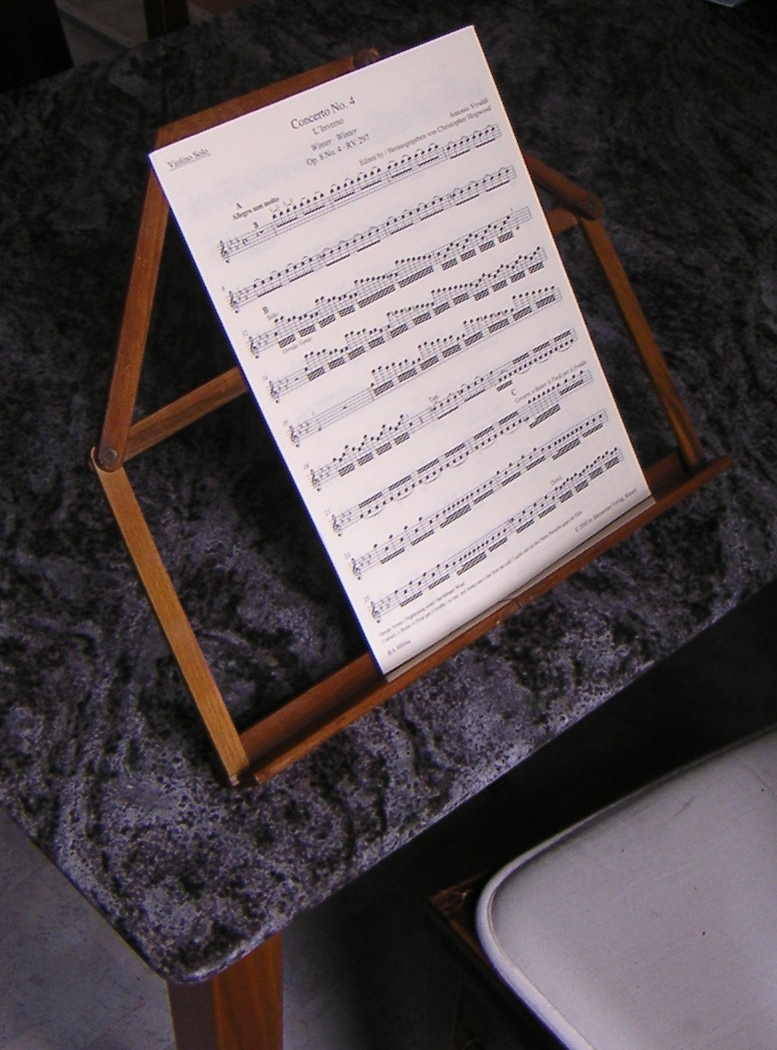
Faristol de fusta
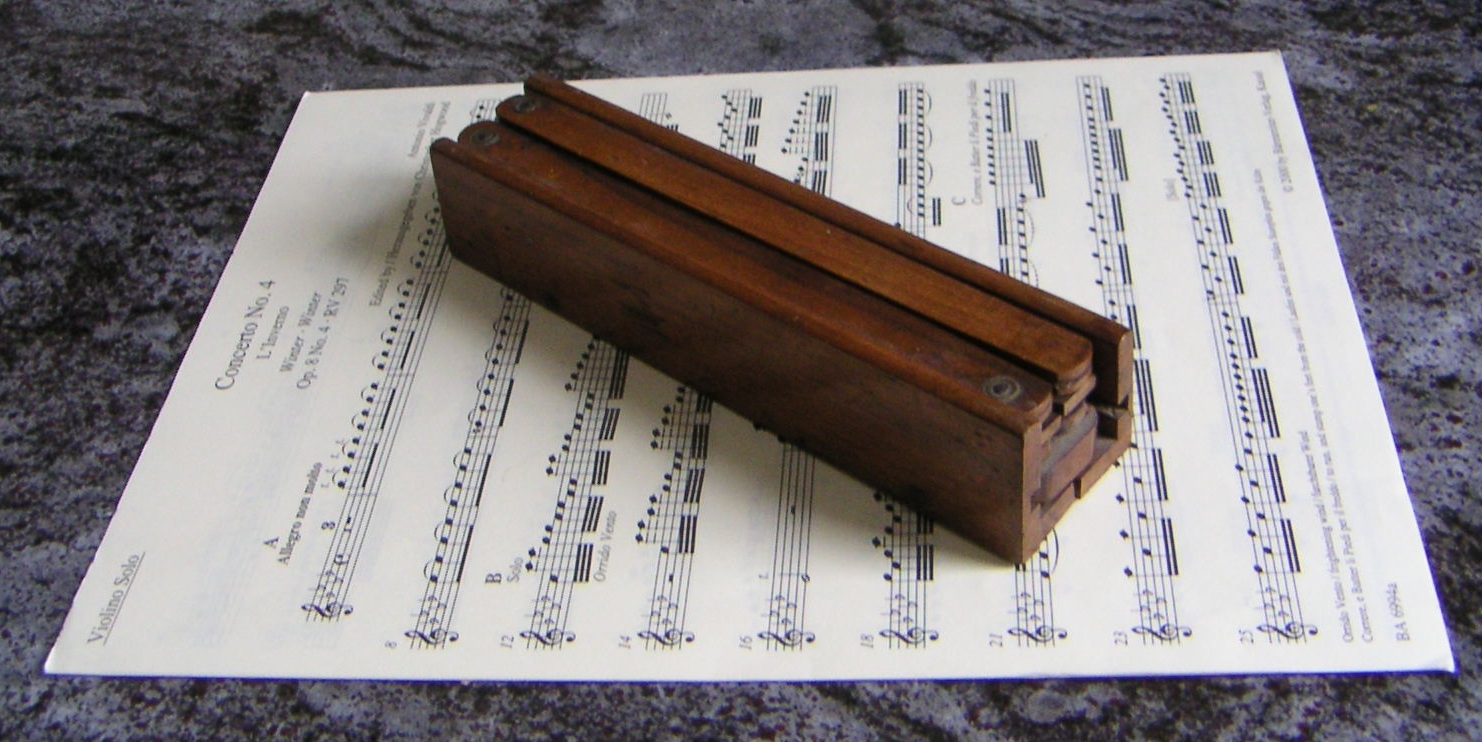
Faristol de fusta plegat.